# Trevenzuolo
Trevenzuolo (Trevensól, Traensól o Travensól in veneto) è un comune italiano di 2 759 abitanti della provincia di Verona in Veneto.

## Geografia fisica
Trevenzuolo dista circa 20 chilometri da Verona. Rispetto al capoluogo è in posizione sud ovest. È attraversato dal fiume Tione. Confina con la provincia di Mantova.

## Origini del nome
Il toponimo Trevenzuolo è di origine romana, deriva dal personale latino Trebentius o Terventius.

## Storia
In epoca romana esisteva già un villaggio, testimoniato da importanti reperti (un bronzetto ora al British Museum di Londra, una gemma di pregevole fattura, epigrafi, resti numerose officine teglarie, ecc.) anche se tracce di insediamenti risalgono all'età del bronzo (2000 – 1000 a.C.). La posizione geografica della zona è d'altronde ottimale affinché gruppi di popolazioni ponessero qui la loro dimora, grazie alla presenza di molti corsi d'acqua.
Nel Medioevo la storia del paese è legata ai monastero di San Zeno e di San Giorgio in Braida, che furono oggetto di privilegi ed investiture feudali. A partire dal 1200 la Signoria degli Scaligeri subentra al convento, all'inizio del XV secolo c'è il definitivo tramonto degli Scaligeri, il breve dominio Visconteo, dei Da Carrara, dei Dal Verme e l'affermarsi della Signoria di Venezia. Da allora le sorti del paese furono parallele a quelle di Verona.

### Simboli
Lo stemma e il gonfalone sono stati concessi con decreto del presidente della Repubblica del 25 giugno 1981.
Il gonfalone è un drappo partito di verde e d’azzurro.

## Monumenti e luoghi d'interesse
- Chiesa di Santa Maria Maddalena, costruita nel XIX secolo al posto della precedente pieve quattrocentesca

## Società

### Evoluzione demografica
Abitanti censiti

## Cultura

### Appuntamenti
- Sagra di San Luigi

La tradizionale festa del paese si svolge la prima domenica di settembre.
Questa festa in realtà ha origini antiche e solo nel secolo scorso fu abbinata, come in molte parrocchie, a S. Luigi, patrono della gioventù. Essa fu istituita per celebrare il ricordo della consacrazione della chiesa parrocchiale, avvenuta il 3 settembre 1486, ad opera dell'arcivescovo di Durazzo, Mattia Ugoni (?)
- Sagra di Santa Maria Maddalena

La Sagra patronale di Santa Maria Maddalena si festeggia il 22 luglio.

## Economia
Nel comune si praticano le tradizionali colture cerealicole, oltre a quelle del radicchio, della fragola e del melone, praticate da aziende agricole a struttura familiare. Fa inoltre parte dell'area di produzione del Riso Nano Vialone Veronese che viene coltivato su terreni della pianura veronese irrigati con acqua di risorgiva. Presenti anche allevamenti bovini.

## Amministrazione
Il comune fa parte dell'Unione Comunale detta Unione veronese Tartaro Tione in precedenza chiamata Unione dei 5 comuni.
I comuni che ne fanno parte sono: Erbè, Nogarole Rocca e Trevenzuolo.
Il comune di Mozzecane è uscito dall'unione il 1º gennaio 2006. Successivamente è uscito anche il comune di Vigasio.
| Periodo        | Periodo        | Primo cittadino     | Partito              | Carica                  | Note                |
| -------------- | -------------- | ------------------- | -------------------- | ----------------------- | ------------------- |
| giugno 1985    | giugno 1990    | Agostino Migliorini | Democrazia Cristiana | Sindaco                 | [ 8 ]               |
| giugno 1990    | aprile 1995    | Gianfranco Minozzi  | Democrazia Cristiana | Sindaco                 | [ 9 ]               |
| aprile 1995    | febbraio 1996  | Gianfranco Minozzi  | Lista civica         | Sindaco                 | Mozione di sfiducia |
| marzo 1996     | giugno 1996    | Renata Carletti     |                      | Commissario prefettizio | [ 11 ] [ 12 ]       |
| giugno 1996    | aprile 2000    | Gianfranco Minozzi  | Lista civica         | Sindaco                 | [ 13 ]              |
| aprile 2000    | aprile 2005    | Gianfranco Minozzi  | Lista civica         | Sindaco                 | [ 14 ]              |
| aprile 2005    | marzo 2010     | Fabio Meneghello    | Lista civica         | Sindaco                 | [ 15 ]              |
| marzo 2010     | maggio 2015    | Osvaldo Zoccatelli  | Lista civica         | Sindaco                 | [ 16 ]              |
| maggio 2015    | settembre 2020 | Roberto Gazzani     | Lista civica         | Sindaco                 | [ 17 ]              |
| settembre 2020 | in carica      | Eros Torsi          | Lista civica         | Sindaco                 |                     |

## Sport

### Calcio
La principale squadra di calcio della città è l'A.S.D. Trevenzuolo che milita nel girone B veronese di Terza Categoria.